# Konrad Gumprecht von Aldenbrück
Freiherr Konrad Gumprecht von Aldenbrück gen. Velbrück (* 22. Mai 1624, Düsseldorf, St. Lambertus; † 22. Januar 1672, Haus Graven, Düsseldorf) war ein pfalz-neuburgischer Hofbeamter und Militär.

## Leben
Konrad Gumprecht wurde als Sohn des Gerhard von Aldenbrück gen. Velbrück und seiner Ehefrau Agnes von dem Bottlenberg gen. Kessel geboren. 1647 heiratete er die Freifrau Maria Agnes von [den] Reven. Das Paar verfügte über eine Stadtwohnung in der Residenzstadt Düsseldorf, wohnte um 1656/1660 auch auf der Wasserburg Haus Graven im Ortsteil Wiescheid der Stadt Langenfeld (Rheinland). Es hatte zehn Kinder; drei Söhne sind vermutlich bereits im Kindesalter gestorben, zwei weitere als junge Offiziere gefallen.
Er avancierte vom pfalz-neuburgischen Rat und Kämmerer zum Generalwachtmeister und Geheimen Rat. Außerdem war er Amtmann zunächst von Löwenberg und Lülsdorf, später von Windeck sowie Obristhofmeister der Herzogin, die ihn als Oberaufseher beim Bau von Schloss Benrath einsetzte.
Nachdem er dem Pfalzgrafen Philipp Wilhelm eine erhebliche Geldsumme geliehen hatte, erhielt er 1666 das Kirchspiel Richrath mit den Honschaften Berghausen, Immigrath, Richrath und Wiescheid als Pfandherrschaft für sich und seine Nachkommen zum Mannlehen. Das Kirchspiel wurde aus dem Amt Monheim herausgelöst und bestand als Unterherrschaft („Herrlichkeit Richrath“) bis 1803.
Am 23. Juni 1644 wurde Konrad Gumprecht durch Fürst Ludwig I. von Anhalt-Köthen in die Fruchtbringende Gesellschaft, die erste deutsche Sprachakademie, aufgenommen. Im „Köthener Gesellschaftsbuch“ findet sich der Eintrag Konrad Gumprechts mit Wappen und eigenhändiger Unterschrift sowie den Initialen C.G.V.A.G.V. unter Nr. 415. Dort ist auch das Gedicht („Reimgesetz“) zu lesen, das auf seinen Gesellschaftsnamen („Der Dienende“), seine „Gesellschaftspflanze“ (Hedrichsamen) und das entsprechende „Gesellschaftswort“ („In brustkranckheiten“) Bezug nimmt. Der Fürst hat es persönlich verfasst:

„Der Heiderichsamen dient der kranckheit in der brust

Wan die mit vielem schleim’ ist gantz und gar erfüllet:

Drumb dienend heiß’ich hier Zu helfen diesem wust'

Ein hertz voller güt das böse leichtlich stillet,

Und dienet wie es mag, Zu aller freudenlust,

Weil tugend immerdar und lieb’ aus solchem quillet:

Ein solcher Edlermut fruchtbringend dienen kan

Weil seiner nechsten es sich nimmet treulich an.“

Konrad Gumprecht wurde im Velbrückschen Familienbegräbnis im Marienchor der Düsseldorfer Kreuzherrenkirche bestattet.